# Kenneth Wilson
Kenneth Geddes Wilson (Waltham, 8 juni 1936 – Saco, 15 juni 2013) was een Amerikaans theoretisch natuurkundige. In 1982 won hij de Nobelprijs voor Natuurkunde voor zijn theorie rond kritische fenomenen samenhangend met faseovergangen.

## Biografie
Wilson werd geboren in de staat Massachusetts als oudste van drie kinderen van de vooraanstaande scheikundige Edgar Bright Wilson (1908-1992) en Emily Buckingham. Hij groeide op in een wetenschappelijk gezin. Zijn vader was hoogleraar scheikunde aan Harvard en een autoriteit op het gebied van microgolfspectroscopie. Zijn moeder was een afgestudeerd natuurkundige. Als Putman-fellow studeerde hij wiskunde aan de Harvard-universiteit (bachelor in 1956) en promoveerde in 1961 aan CalTech onder professor Murray Gell-Mann met een thesis over de kwantumveldentheorie.
Na een korte stage bij het CERN werd hij in 1963 assistent-professor aan de Cornell-universiteit in New York, vanaf 1970 werd hij benoemd tot gewoon hoogleraar in de natuurkunde. De reden waarom Wilson voor deze universiteit koos was omdat het landelijk gelegen was en een uitstekende reputatie had op het gebied van volksdansen, zijn grootste hobby. Het was op een volksdans waar hij ook in 1975 zijn latere echtgenote, Alison Brown, ontmoette. Zij was computerspecialist bij de Cornell Computer Services. Ze traden in 1982 in het huwelijk. Van 1985 tot 1988 gaf hij daarnaast leiding aan het Cornell Theory Center, een van de vijf nationale supercomputercentrums in de Verenigde Staten opgericht door de National Science Foundation.
Van 1988 tot aan zijn pensionering in 2008 was hij hoogleraar aan de Ohio State University in Columbus. Zijn echtgenote werd assistent-directeur van een nieuw rekencentrum. Hier richtte zijn onderzoek zich op computersimulaties en modellering van een aantal natuurkundige verschijnselen. Hij woonde sindsdien in Gray, Maine. Hij overleed in het Southern Maine Medical Center in Saco in juni 2013.

## Werk
Hij ontving in 1982 de Nobelprijs voor de Natuurkunde voor de ontwikkeling van zijn theorie die faseovergangen beschrijft die plaatsvinden nabij kritische punten. Faseovergangen zijn veranderingen die optreden in natuurkundige fasen van stoffen: van vaste stof naar vloeistof, van vloeistof in gas en omgekeerd. Kritische punten zijn de temperatuur en de druk waarbij de overgang plaatsvindt. Twee jaar eerder, in 1980, was hij medewinnaar van de Wolfprijs in de natuurkunde, samen met Michael Fisher en Leo Kadanoff.
Wilson richtte zijn onderzoek met name naar verschijnselen die optreden bij op complete faseovergangen, zoals de kenmerkende temperatuur (Curiepunt) waarbij een ferromagnetisch materiaal zijn magnetisme verliest. Zijn aanpak was om een faseovergang op te delen in kleinere, makkelijkere te bestuderen subunits. Vervolgens paste hij de theorie van de renormalisatie uit de deeltjesfysica toe op deze subunits om te voorspellen wanneer en onder welke omstandigheden de faseovergang optreedt. Ook slaagde hij erin een mathematische methode te ontwikkelen waardoor het mogelijk werd theoretisch te beschrijven en te berekenen wat er tijdens een faseovergang gebeurt.
Wilsons ideeën met betrekking tot faseovergangen speelden een belangrijke rol in de ontwikkeling van de kwantumchromodynamica, de tak van de kwantumtheorie die het gedrag van quarks en gluonen beschrijft. Hierbij richtte hij zich op de theorie van quark-confinement: quarks kunnen alleen in kleurneutraal gebonden toestanden voorkomen. Tevens introduceerde hij het concept van Wilsonlussen (ook wel Wilsonlijnen genoemd) die in de discrete vorm van de kwantumchromodynamica een belangrijke rol spelen. Wilsonlussen worden als basiselementen gebruikt om de ijktheorie te beschrijven zonder coördinaten of velden.
Ook een belangrijke bijdrage aan de wetenschap was het antwoord op de vragen: "Wat is kwantumveldentheorie?" en "Wat wordt bedoeld met renormalisatie". Wilson ontwikkelde de filosofie en techniek van de renormalisatiegroep, die hij toepaste op zowel de statische mechanica alsmede in de kwantummechanica.